# Йоманс, Рори
Рори Йоманс (англ. Rory Yeomans) — британский историк, который занимается вопросом нацизма в Хорватии во Второй мировой войне. Независимый исследователь, финансируемый Британским советом.

## Биография
Рори Йоманс получил докторскую степень степень в Университетском колледже Лондона.
В 2013 году Рори Йеоманс был избран Junior Fellow в институте современной европейской истории в Оксфордском университете. Рори Йеоманс преподавал в Университетском колледже Лондона, Городском университете, Университете Лидса и Университете Оксфорда Брукса (англ. Oxford Brookes University).
27 января 2014 года (в день памяти жертв Холокоста) Рори Йоманс в посольстве Республики Сербия в Лондоне читал вступительную речь перед выставкой «Мое Ядовно».
Он занимал должность advanced academic fellow в Центре повышения квалификации в Софии. Сейчас он занимается историей в Институте исследований Холокоста им. Винера Визенталя в Вене.
В 2017 году работает EHRI fellow в Государственном архиве в Берлине для финансируемого Британской академией проекта «Регенерация рынка: Холокост и экономика повседневной жизни в фашистской Хорватии, 1941—1945 годы». Так же является членом Института перспективных исследований в Принстоне (2017—2018 учебный год).
Живёт в Лондоне.

## Публикации

### Книги и статьи
- Yeomans Rory. Of “Yugoslav Barbarians” and Croatian Gentlemen Scholars: Nationalist Ideology and Racial Anthropology in Interwar Yugoslavia (англ.) // Blood and Homeland. — 2006. — 10 November. — P. 83—122. — ISBN 9786155211041. — doi:10.1515/9786155211041-007.
- Visions of Annihilation: the Ustasha Regime and the Cultural Politics of Fascism, 1941—1945 (Pittsburgh University Press, 2013). — ISBN 978-0-8229-6192-5. Как отметили критики: «„Видения уничтожения“… должно быть обязательным чтением для тех, кто в современной Хорватии участвуют в опасных популистских попытках реабилитировать элементы усташской идеологии»<ref>The Ustasha Regime and the Cultural Politics of Fascism, 1941–1945 (англ.). web.archive.org. Дата обращения: 1 июня 2016.;
- Racial Science in Hitler’s New Europe, 1938—1945 (Nebraska University Press, 2013). — ISBN 978-0-8032-4507-5;
- The Utopia of Terror: Life and Death in Wartime Croatia — Rochester Studies in East and Central Europe v. 15 (Hardback). — ISBN 978-1-58046-545-8;
- The Utopia of Terror: Life, Death and Everyday Experience in the Ustasha State (в процессе написания)[4].

## Рецензии на книги Рори Йоманса
- Mark Biondich. Rory Yeomans, editor. The Utopia of Terror: Life and Death in Wartime Croatia (англ.). academic.oup.com. Дата обращения: 16 июля 2025.
- 'Vjeran Pavlaković. Rory Yeomans, Visions of Annihilation: The Ustasha Regime and the Cultural Politics of Fascism, 1941–1945 (англ.). journals.sagepub.com. Дата обращения: 16 июля 2025.
- Philip Minehan. Rory Yeomans. Visions of Annihilation: The Ustasha Regime and the Cultural Politics of Fascism, 1941–1945 (англ.). academic.oup.com. Дата обращения: 16 июля 2025. Pittsburgh: University of Pittsburgh Press, 2012. 456 S.] ISBN 978-0-8229-6192-5
- Max Bergholz. Rory Yeomans, The Utopia of terror: life and death in wartime Croatia (англ.). tandfonline.com. Дата обращения: 16 июля 2025.
- Goran Miljan. Rory Yeomans. Visions of Annihilation: The Ustasha Regime and the Cultural Politics of Fascism, 1941—1945 (Pittsburgh: Pittsburgh University Press, 2013) (англ.)
- The Ustasha Regime and the Cultural Politics of Fascism, 1941–1945 (англ.). web.archive.org. Дата обращения: 1 июня 2016. (фрагменты рецензий на книгу Рори Йоманса)